# Arkadiusz Jawień

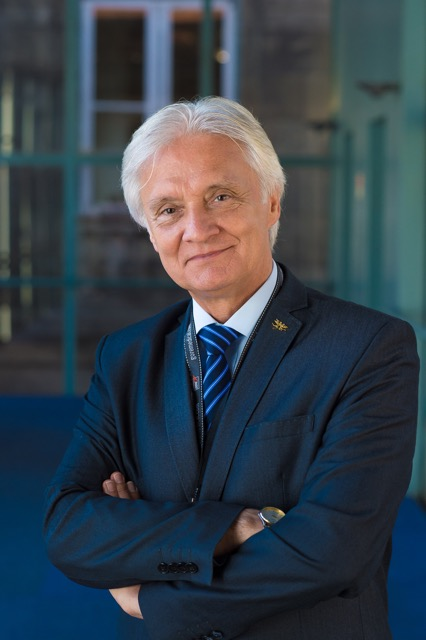
Arkadiusz Jawień.

Arkadiusz Jawień, född 1952 i Polen, är en polsk professor inom hjärt- och kärlkirurgi och chefsläkare vid Universitetskliniken Antoniego Jurasza i Bydgoszcz. 
År 2015 valdes Jawień till ordförande för European Society of Vascular Surgery.